# Mašići (Gradiška)
Mašići (en serbio: Машићи) es una aldea de la municipalidad de Gradiška, Republika Srpska, Bosnia y Herzegovina.

## Población
| Composición de la Población - Aldea de Mašići | Composición de la Población - Aldea de Mašići | Composición de la Población - Aldea de Mašići | Composición de la Población - Aldea de Mašići | Composición de la Población - Aldea de Mašići |
| --------------------------------------------- | --------------------------------------------- | --------------------------------------------- | --------------------------------------------- | --------------------------------------------- |
|                                               | 2013                                          | 1991                                          | 1981                                          | 1971                                          |
| Total                                         | 1.175                                         | 1.359 (100%)                                  | 1.400 (100%)                                  | 1.352 (100%)                                  |
| Varones                                       | 585                                           | -                                             | -                                             | -                                             |
| Mujeres                                       | 590                                           | -                                             | -                                             | -                                             |
| Serbios                                       | 1.161                                         | 1.331 (97,94%)                                | 1.344 (96,00%)                                | 1.340 (99,11%)                                |
| Croatas                                       | 6                                             | 4 (0,29%)                                     | 6 (0,43%)                                     | 1 (0,07%)                                     |
| Bosniacos                                     | -                                             | -                                             | 1 (0,07%)                                     | -                                             |
| Eslovenos                                     | -                                             | -                                             | -                                             | -                                             |
| Musulmanes                                    | 1                                             | -                                             | -                                             | -                                             |
| Montenegrinos                                 | -                                             | -                                             | -                                             | 4 (0,3%)                                      |
| Gitanos                                       | -                                             | -                                             | -                                             | -                                             |
| Macedonios                                    | -                                             | -                                             | -                                             | -                                             |
| Albaneses                                     | -                                             | -                                             | -                                             | -                                             |
| Ukranianos                                    | 1                                             | -                                             | -                                             | -                                             |
| Yugoslavos                                    | 1                                             | 15 (1,1%)                                     | 47 (3,36%)                                    | 1 (0,07%)                                     |
| Otros                                         | -                                             | 9 (0,66%)                                     | 2 (0,14%)                                     | 6 (0,44%)                                     |
| Sin declarar                                  | 3                                             | -                                             | -                                             | -                                             |
| Desconocidos                                  | 2                                             | -                                             | -                                             | -                                             |